# Дагеротип (фильм)
«Дагеротип» (яп. ダゲレオタイプの女) ; фр. Le Secret de la chambre noire) — художественный фильм режиссёра Киёси Куросавы.

## Сюжет
Стефан, известный модный фотограф, живёт в уединении в полуразрушенном доме в пригороде Парижа вместе со своей дочерью и музой Мари. Стефан одержим внезапной смертью жены и каждый день создаёт её дагеротипы, используя свою дочь в качестве модели. Для этого Мари должна долгое время оставаться неподвижной в старомодном синем платье.
Жан, молодой парижанин и новый помощник Стефана, влюбляется в Мари. Его беспокоят долгие фотосессии, и он вместе с Мари пытается придумать, как освободить Стефана от его навязчивой идеи. Жан решает убедить Стефана продать свой дом. Деньги, полученные от продажи, могут быть использованы для начала новой жизни в другом месте — как для Жана, который хочет жить с Мари, так и для фотографа, который может воссоздать свою фотостудию. Но дела идут не так, как планировалось.

## В ролях
- Тахар Рахим — Жан
- Констанс Руссо — Мари
- Оливье Гурме — Стефан
- Матьё Амальрик — Винсент
- Малик Зиди — Томас

## Прокат
Мировая премьера фильма состоялась 11 сентября 2016 года на Международном кинофестивале в Торонто, также он был показан на 21-м Международном кинофестивале в Пусане 29-м Токийском международном кинофестивале Nippon Connection 2017 и Japan Cuts 2017 года.

## Приём критиков
На сайте Rotten Tomatoes фильм имеет рейтинг 46 % на основе 13 отзывов со средней оценкой 5,88/10.